# 스피하
스피하(레반트 아랍어: صفيحة, 표준 아랍어: صَفِيحَة 사피하[*])는 레반트 지역의 고기 파이이다. 바알바크 지역의 스피하가 유명하다. 브라질에서도 즐겨 먹는 란시이며, 이스피하(포르투갈어: esfirra)로 불린다.

## 만들기
다진 양고기에 토마토와 양파 간 것을 섞고 소금, 후추 등으로 간한 뒤, 밀어서 펼친 밀가루 반죽에 올리고 반죽 끝을 살짝 오므려서 화덕에 굽는다.

## 같이 보기
- 라흠 비아진
- 마나끼시